# Мартиал-индастриал
Мартиал-индастриал (от англ. martial — военный, воинственный), также милитари-поп (англ. military pop) — поджанр индустриальной музыки, отличающийся военной эстетикой. 
Тексты милитари-поп часто повествуют о военных конфликтах (начиная с древних времен до сегодняшних войн) и тоталитаризме. В композициях можно встретить мелодии военных лет, военные марши, чтение манифестов, звуки вооружения и военной техники, выстрелов и взрывов. Всё это, как правило, записано в низком качестве с шумом и искажениями, в чём проявляется своеобразная lo-fi-эстетика, свойственная индастриалу.

## Происхождение
Основоположник стиля — югославская группа Laibach, в 1980-е годы активно вмешивавшаяся в политику своей страны, за что была даже изгнана из СФРЮ (коммунистической Югославии). 
Первый альбом в стиле мартиал-индастриал назывался Laibach и был выпущен 27 апреля 1985 года одноимённой группой Laibach.

## Подстили
- Мартиал-фолк (англ. martial folk) или комбат-фолк (англ. combat folk) — подстиль, объединяющий мартиал-индастриал с фолк-музыкой и неофолком.
- Мартиал-неоклассик (англ. martial neoclassic) или мартиал-неоклассика (англ. martial neoclassical) — подстиль, объединяющий мартиал-индастриал с неоклассической музыкой и неоклассическим дарквейвом.
- Мартиал-эмбиент (англ. martial ambient) — подстиль, объединяющий мартиал-индастриал с эмбиентом и дарк-эмбиентом.
- Милитари-нойз (англ. military noise) — подстиль, объединяющий мартиал-индастриал с нойзом.
- Милитари-поп (англ. military pop) — подстиль, объединяющий мартиал-индастриал с поп-музыкой.
- Милитари EBM (англ. military EBM) — подстиль, объединяющий мартиал-индастриал с EBM.

## Некоторые исполнители
- Across The Rubicon
- Allerseelen
- Arbeit
- Arditi
- Autopsia
- Blood Axis
- Dead Man's Hill
- Death in June
- Der Blutharsch
- Dernière Volonté
- H.E.R.R.
- In the Nursery
- Karjalan Sissit
- Kraftfaghrkorps
- Kreuzweg Ost
- Laibach
- Les Joyaux De La Princesse
- Ordo Rosarius Equilibrio
- Parzival
- Rome
- Skrol
- The Moon Lay Hidden Beneath a Cloud
- Toroidh
- Triarii
- Turbund Sturmwerk
- Von Thronstahl
- Vatican Shadow
- Wappenbund
- Westwind
- —  TriORE
- Ультраполярное вторжение